# Katlenburg-Lindau
Pour les articles homonymes, voir Lindau (homonymie).
Katlenburg-Lindau est une commune allemande de Basse-Saxe, située dans l'arrondissement de Northeim.

## Géographie
La municipalité s'étend le long des vallées des rivières Rhume et Oder, au sud-ouest du massif de Harz et au nord-ouest de l'Eichsfeld. Elle comprend de vastes surfaces de forêts, des prés et des champs.
La Bundesstraße 241 et la Bundesstraße 247 se croisent à Katlenburg.

### Localités
La commune actuelle a été configurée le 1er mars 1974 par l'union des sept villages :
| - Berka - Elvershausen - Gillersheim - Katlenburg | - Lindau - Suterode - Wachenhausen |

## Histoire
Le lieu de Cadalenburg, un château dans le duché de Saxe, a été mentionné pour la première fois dans un acte de l'an 1074. Les comtes de Katlenburg y fondent un couvent des Augustins en 1105. Sécularisé au cours de la Réforme protestante en 1534, le prince Philippe II de Brunswick-Grubenhagen en 1560 décida d'en faire sa résidence. Pendant la guerre de Trente Ans, le château a été assiégé par les troupes impériales de Jean t'Serclaes de Tilly en 1625, puis reconquis et pillé par les forces protestantes de Christian de Brunswick.
Jusqu'en 2014, l'institut Max-Planck de recherche sur le système solaire, aujourd'hui situé à Göttingen, avait son siège à Lindau.

## Personnalités liées à la ville
- Christian Friedrich Gottlieb Schwencke (1767-1822), compositeur né à Wachenhausen.
- Sabine Frommel (1958-), historienne née à Katlenburg-Lindau.